# Guantánamobaai

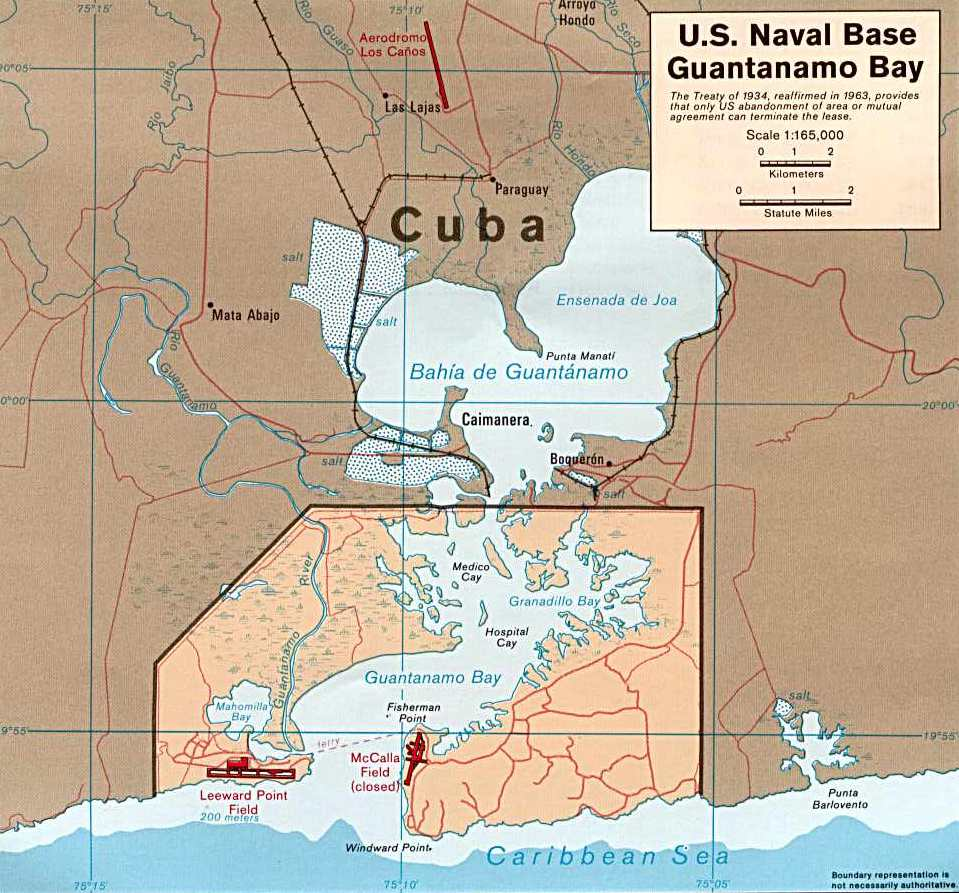

De Guantánamobaai is een baai in het zuidoosten van het eiland Cuba, in de provincie Guantánamo. De baai is een inham van de Caraïbische Zee en is ongeveer 12 kilometer lang en heeft op plaatsen een maximale breedte van 8 kilometer. De rivier de Guantánamo mondt in het westen uit in de baai bij de havenstad Caimanera.
Aan de baai liggen de havenplaatsen Caimanera (westoever) en Boquerón (oostoever) tegenover elkaar op een plaats waar de baai zeer smal is. De stad Guantánamo ligt op ongeveer 13 kilometer ten noorden van de baai.
In het zuidelijke gedeelte van de baai ligt sinds 1898 een marinebasis van de Verenigde Staten genaamd Guantanamo Bay. De installaties van de basis beslaan een oppervlakte van ongeveer 117 km² in de baai.
- Gemeinsame Normdatei: 4545747-5
- Library of Congress Control Number: sh91001449
- National Archives and Records Administration: 10045176
- Nationale Bibliotheek van Israël: 987007551476705171
- Virtual International Authority File: 246956580
- WorldCat: E39PBJbGXmmbVHQqhPQyw8WkXd